# Meruelas
El Meruelas es una montaña de los Montes de León, límite entre las comarcas tradicionales de La Cabrera y de Bierzo Bajo en la comarca de El Bierzo, provincia de León, Comunidad Autónoma de Castilla y León, España. Culmina a 2021m.